# Tritoniopsis elongata
Tritoniopsis elongata är en irisväxtart som först beskrevs av Harriet Margaret Louisa Bolus, och fick sitt nu gällande namn av Gwendoline Joyce Lewis. Tritoniopsis elongata ingår i släktet Tritoniopsis och familjen irisväxter. Inga underarter finns listade i Catalogue of Life.